# Stanislav Lolek

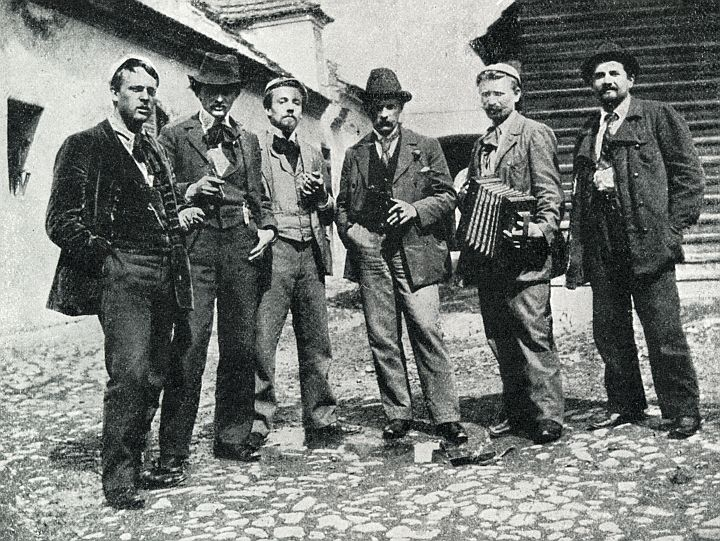
Mařákovi žáci, zleva – Kalvoda, Langer, Sátra, Ullmann, Bubeníček, Lolek

Stanislav Lolek (10. listopadu 1873 Palonín – 9. května 1936 Uherské Hradiště) byl český malíř, grafik a ilustrátor, žák Julia Mařáka.

## Život
Pocházel z okolí Mohelnice. Narodil se v rodině učitele Jakuba Lolka a jeho ženy Anny, rozené Hlouškové. Nejprve studoval lesnickou školu v Písku a v letech 1893–1895 pracoval jako lesník na velkostatku ve Lnářích. Zde kreslil mapy a doplňoval je svými ilustracemi.
Po třech letech svého zdejšího působení mu bylo doporučeno, aby šel studovat malířství na Akademii výtvarných umění do Prahy. Zde studoval v letech 1895–1901 u prof. Julia Mařáka a prof. Rudolfa von Ottenfelda. Absolvoval jarní a letní malířské exkurze na Okoři a v Lochovicích u Zdic. Dle vzpomínek Aloise Kalvody na jarním malířském pobytu v Lochovicích prof. Mařák bolestně snášel Lolkovu sytou barevnost a pravil: "Já vám ten cinggrün musím zkonfiscírovat." Na konci studia St. Lolek obdržel Hlávkovo absolventské cestovní stipendium, a to v letech 1901 a 1902. V následujících letech studoval v Mnichově, pravděpodobně v nově založené soukromé grafické škole u Heinricha Wolffa (1875-1940). Dle Prokopa Tomana studoval u prof. Neumanna a prof. Heinemanna (nedohledatelní).
V letech 1903 až 1907 nejčastěji maluje v jižních Čechách (např. Lnáře, Blatná a Mirovice). Rovněž cestuje na hony do Bukoviny a do Ruska. V roce 1906 má první soubornou výstavu v Mladé Boleslavi v nově vybudované Sokolně boleslavské. Příznivou, výstižnou a květnatou kritiku na jeho výstavu píše do Národní politiky (29. 12. 1906) Karel Domorázek-Mráz: "...všude vidíte a cítíte to hřejivé kouzlo koloristní, odvážně uchvacované s pevnou, osobitou jistotou, která už dnes zjevně vystupuje, rozlišujíc Lolka od druhých malířů-krajinářů." Zároveň však varuje před "sklonem k líbivosti, snad i neuvědomělou koncesí přílišnému lyrismu, v níž mohl by utonouti...".
Jeho tvorbu po formální stránce významně ovlivnila společná cesta do Francie, Belgie a Německa s Ant. Slavíčkem a Janem Minaříkem v r. 1907. Ant. Slavíčka a jeho choť v roce 1909 doprovází i do Dalmacie. Z těchto cest nejsou známy obrazy malované St. Lolkem. V následné domácí tvorbě se však autor přiklání k impresionismu a k osobité verzi pointilismu. Mezi lety 1907 a 1912 maluje zejména v okolí Telče a na severní Moravě v Lošticích. Po I. sv. válce většinu života strávil v Uherském Hradišti, kde v roce 1931 postavil vilu s ateliérem a v letech 1929–1935 vykonával funkci ředitele Slováckého muzea.
Celoživotně sledoval život zvířat. Byl vášnivý nimrod a vlastnil kolibu v revíru u Ružomberku, který měl pronajatý v letech 1921 až 1934.
V letech 1896–1900 byl členem Spolku výtvarných umělců Mánes. Následně byl zakládajícím a dlouholetým členem Sdružení výtvarných umělců moravských. Rovněž byl členem Jednoty umělců výtvarných v Praze, zřejmě od. r. 1907. Tyto spolky mu uspořádaly souborné výstavy v letech 1924 a 1934. Roku 1931 byl St. Lolek jmenován řádným členem České akademie výtvarných umění.
Zemřel 9. května 1936 v Uherském Hradišti a byl pohřben v rodinné hrobce na hlavním městském hřbitově v Mařaticích.
V Praze, v Olomouci a v Zábřehu na Moravě jsou po Stanislavu Lolkovi pojmenovány ulice.

## Dílo
Maloval především krajinu, zvířata a pohledy do parků a zámeckých alejí s figurální stafáží. Jeho krajinářskou tvorbu charakterizovala dobová kritika jako impresionistickou a temperamentní.
Stanislav Lolek v době studia na AVU Praze tvořil v duchu střední generace Mařákových žáků (např. Na Litavce pod Plešivcem, Na okraji lesa a Krajina před bouří, vše z r. 1897). Intimní náladová krajinomalba, či symbolistní tematika se odráží například v obrazech Pasoucí se ovce (1900), Jarní krajina (1901) a Smutek v lese (1906). Výrazný zlom v jeho tvorbě nastal po návštěvě Paříže v r. 1907. V impresionistickém duchu maloval např. obrazy Luhačovická alej (1907), V hostinské zahradě (1909) a Železárny vítkovické (1909). Neoimpresionistický dělený rukopis využíval ve svém nejlepším obraze Za humny (Podvečer) z r. 1912. 
V pozdějším období se jeho tahy štětcem prodlužovaly a bývaly uspořádány do šikmo směřující šrafury ornamentálního vyznění, např. Krajina s Buchlovem, Senoseč (1923), Cikánské baráky (1925) a Pastva podvečer (1933). K pastózně pojaté pointilistické „skvrně“ se překvapivě vrátil v obraze Krajina s kravami z r. 1926, který je v majetku Varšavského národního muzea. K vrcholným dílům pozdního období patří Letní restaurace z r. 1927.
Stanislav Lolek byl ve své době nejznámějším malířem lesní zvěře, kterou jako vášnivý nimrod měl možnost pozorovat v jejím přirozeném prostředí. Mezi rané práce zřejmě patří obraz Losi, dynamiku zvířecího boje dobře reprezentuje Útočící jestřáb a impresionistické pojetí obrazy Liška a Bažant a koroptev.
Významná je jeho činnost ilustrátorská (např. Z pole a lesa, vydal Promberg v Olomouci, Kniha džunglí, nakladatelství Vilímek Praha, Lovecký deník, vlastní kniha z r. 1947). V roce 1920 na podkladě jeho kreseb spisovatel Rudolf Těsnohlídek začal v Lidových novinách zveřejňovat svoji bajku pro děti Liška Bystrouška, hudební skladatel Leoš Janáček pak podle tohoto literárního díla napsal hudbu a libreto ke své opeře Příhody lišky Bystroušky.

### Zastoupení ve sbírkách
- Národní galerie v Praze, např. obrazy Na pastvě (1903) a Za humny (1931)
- Moravská galerie v Brně, např. obrazy Smutek v lese (1906) a Železárny vítkovické (1909)
- Galerie výtvarného umění v Hodoníně, např. obrazy Trh v moravském městě (1899), Za humny (Podvečer) (1912), Krajina s ovcemi a Tůň v lese
- Muzeum umění Olomouc, např. obrazy Krajina před bouří (1897), Luhačovická alej (1907) a Lesní krajina se srnkami
- Krajská galerie výtvarného umění ve Zlíně, např. obrazy V hostinské zahradě (1909) a Lesní interiér
- Galerie Středočeského kraje, obrazy Kaštanová alej v Mladé Boleslavi, Stromová alej a Louka
- Galerie výtvarného umění v Ostravě, např. obrazy Večerní krajina (1905) a Pohled na Uh. Hradiště a Alej v Luhačovicích (1923)

## Významné výstavy
- 1906 – první souborná výstava, Mladá Boleslav
- 1924 – výstavy k padesátinám, JUV v Praze a SVUM v Hodoníně
- 1929 – výstava Julius Mařák a jeho škola, JUV v Praze
- 1933 – výstava k šedesátinám, JUV v Praze
- 1934 – výstava k šedesátinám, SVUM v Hodoníně
- 1977 – souborná výstava, Galerie výtvarného umění v Hodoníně
- 1999 – výstava Julius Mařák a jeho žáci, NG v Praze
- 2016 – souborná výstava, Galerie výtvarného umění v Hodoníně

## Galerie

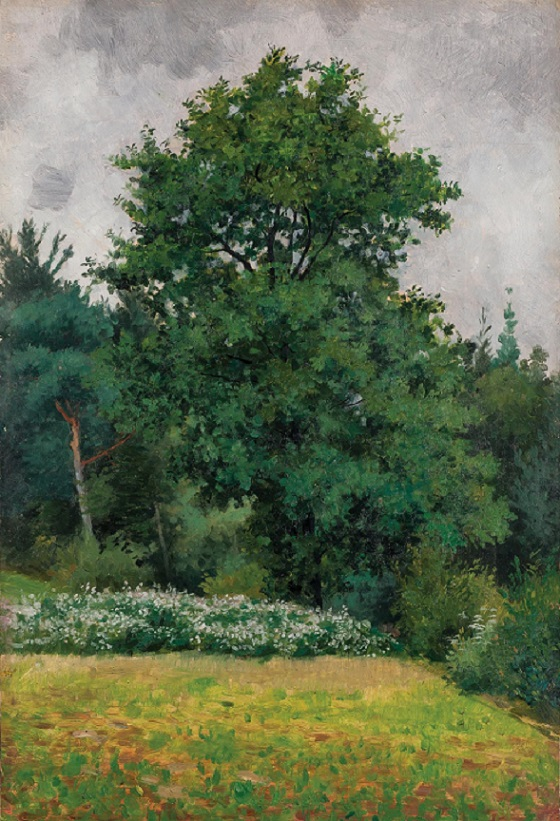
Stanislav Lolek Kraj lesa (1896)
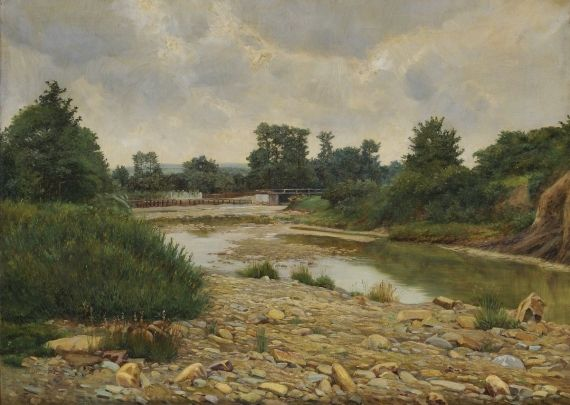
Stanislav Lolek Na Litavce pod Plešivcem (1897)
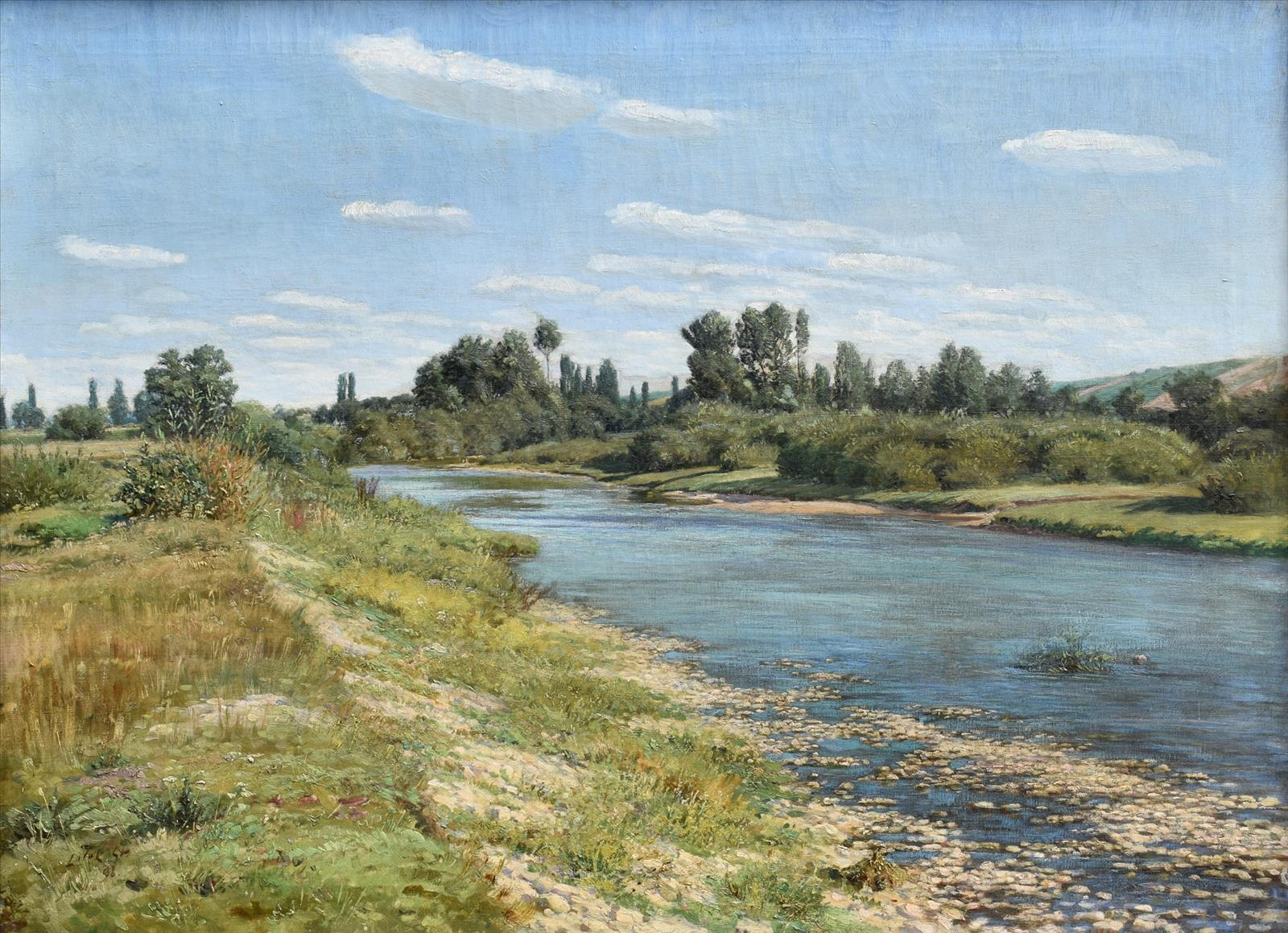
Stanislav Lolek Litavka (Letní krajina) (1898)
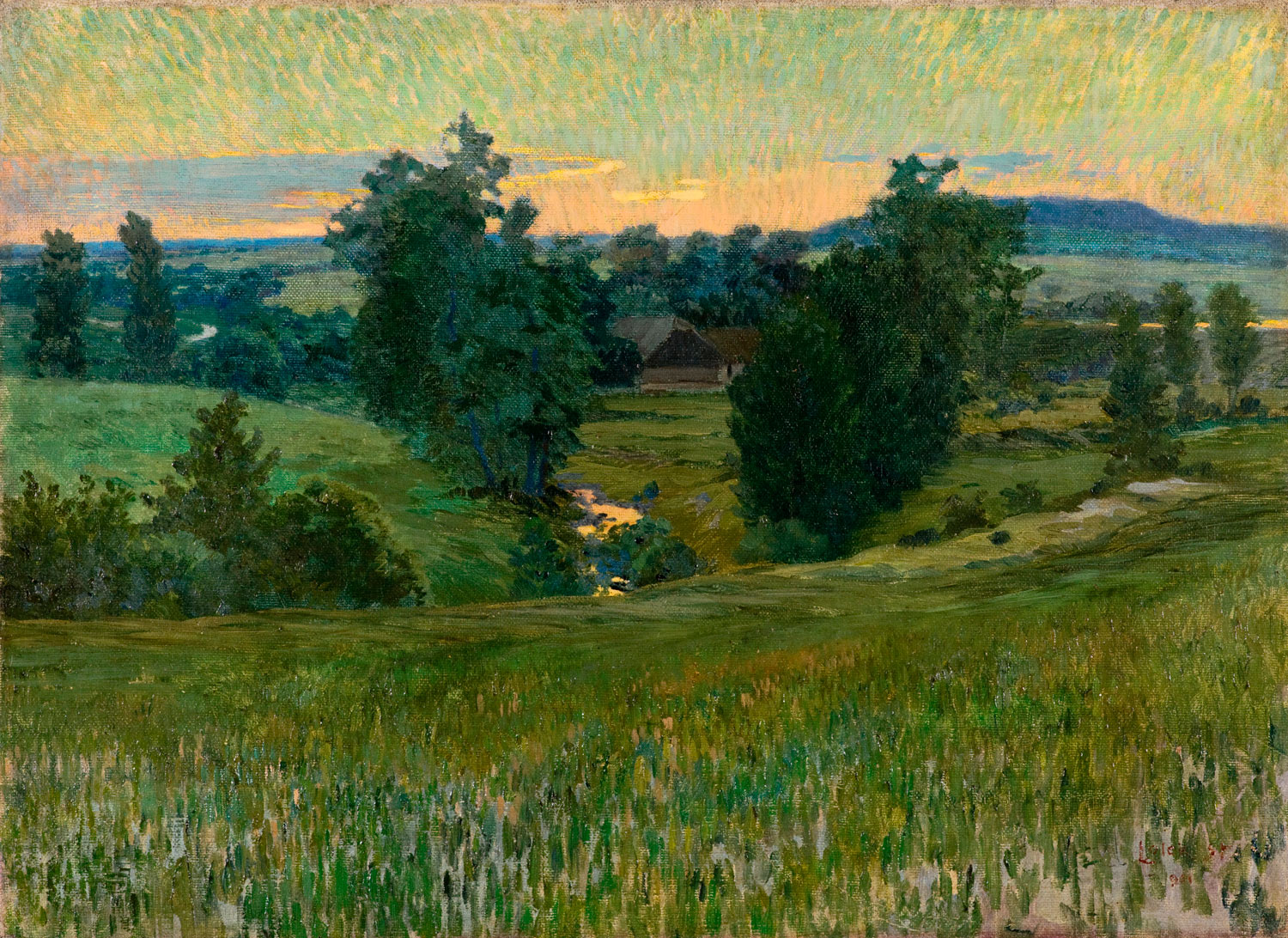
Stanislav Lolek Jarní krajina (1901)
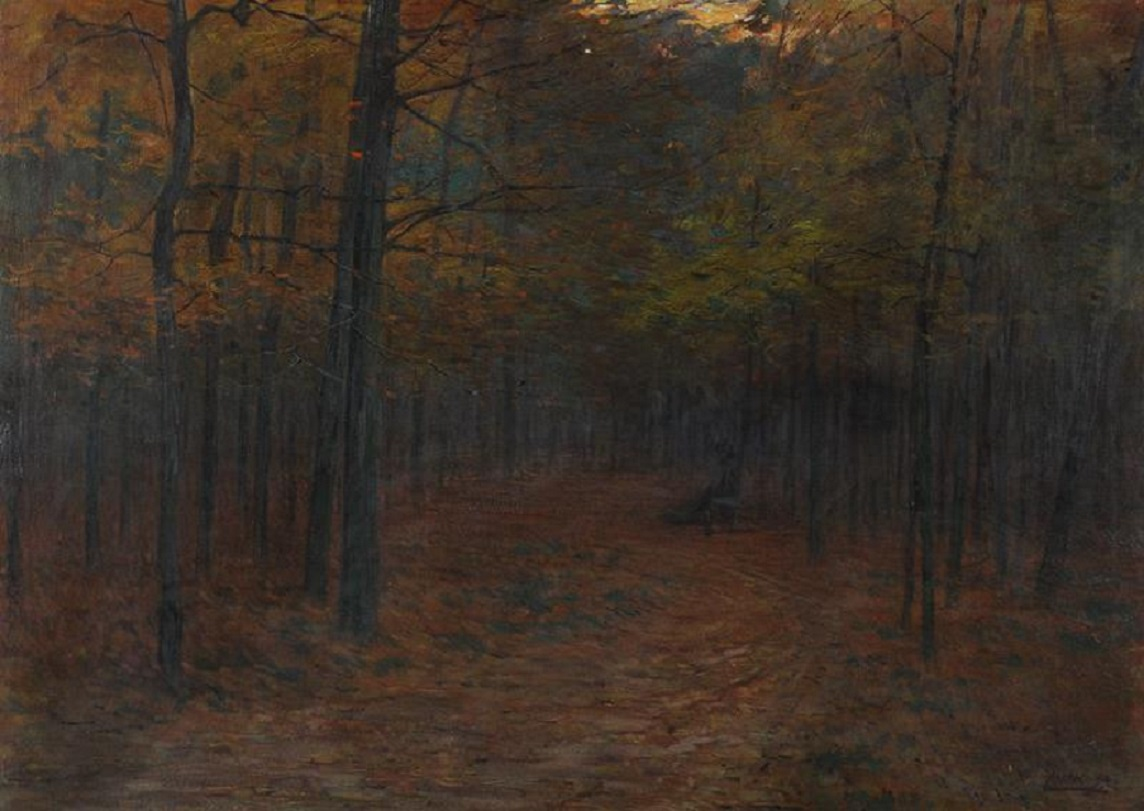
Stanislav Lolek Smutek v lese (1906)
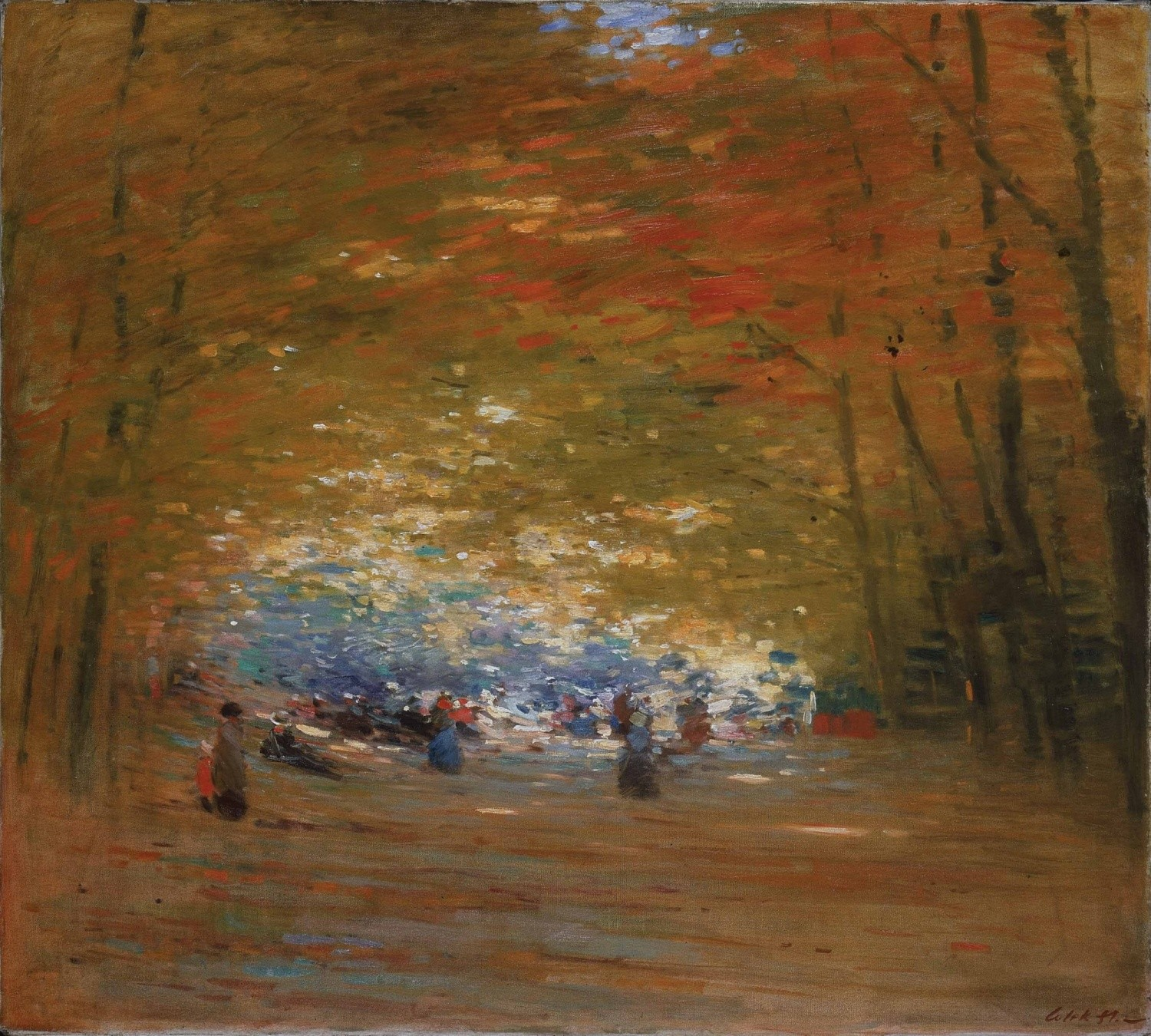
Stanislav Lolek Luhačovická alej (1907)
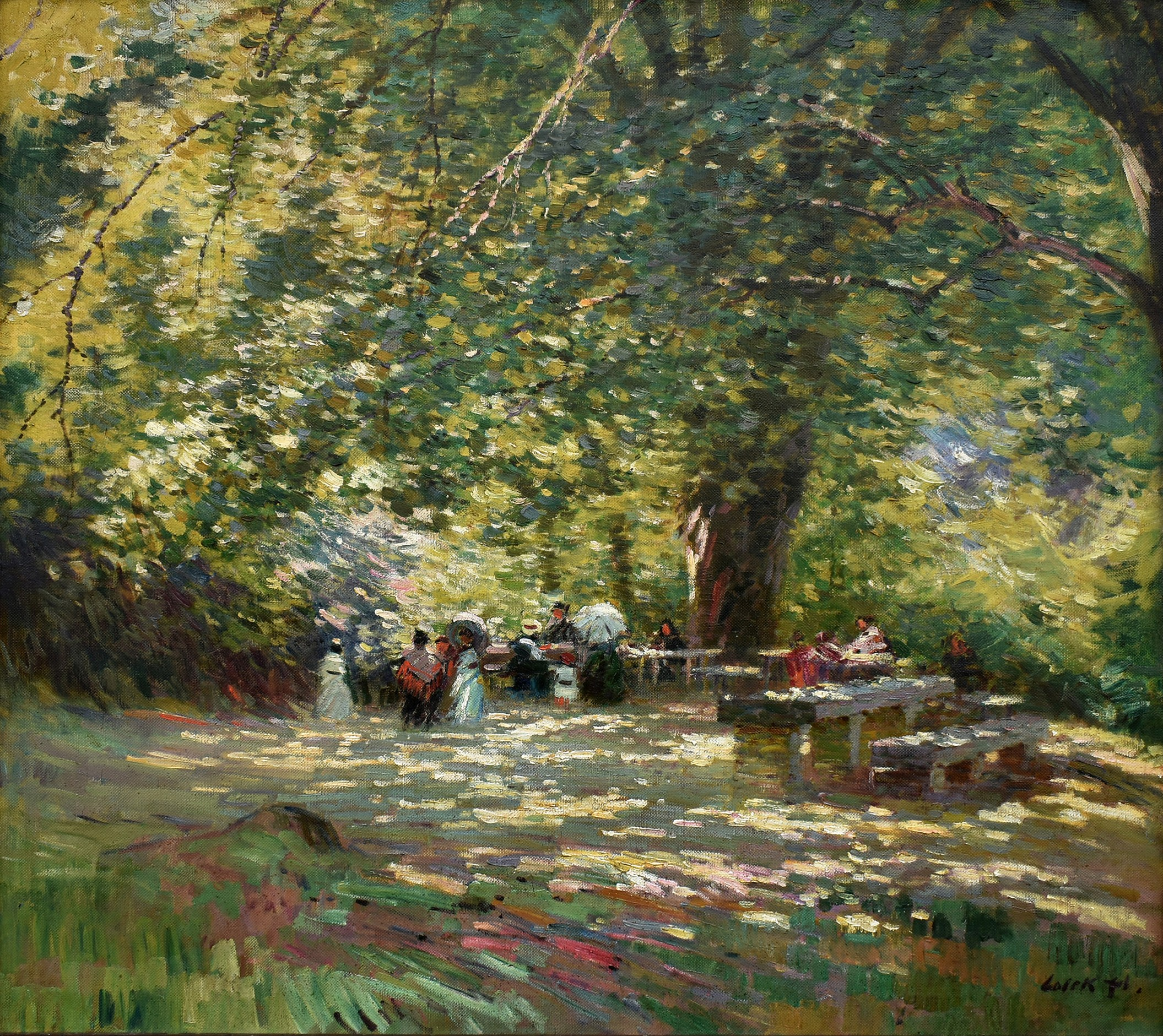
Stanislav Lolek Zahradní slavnost
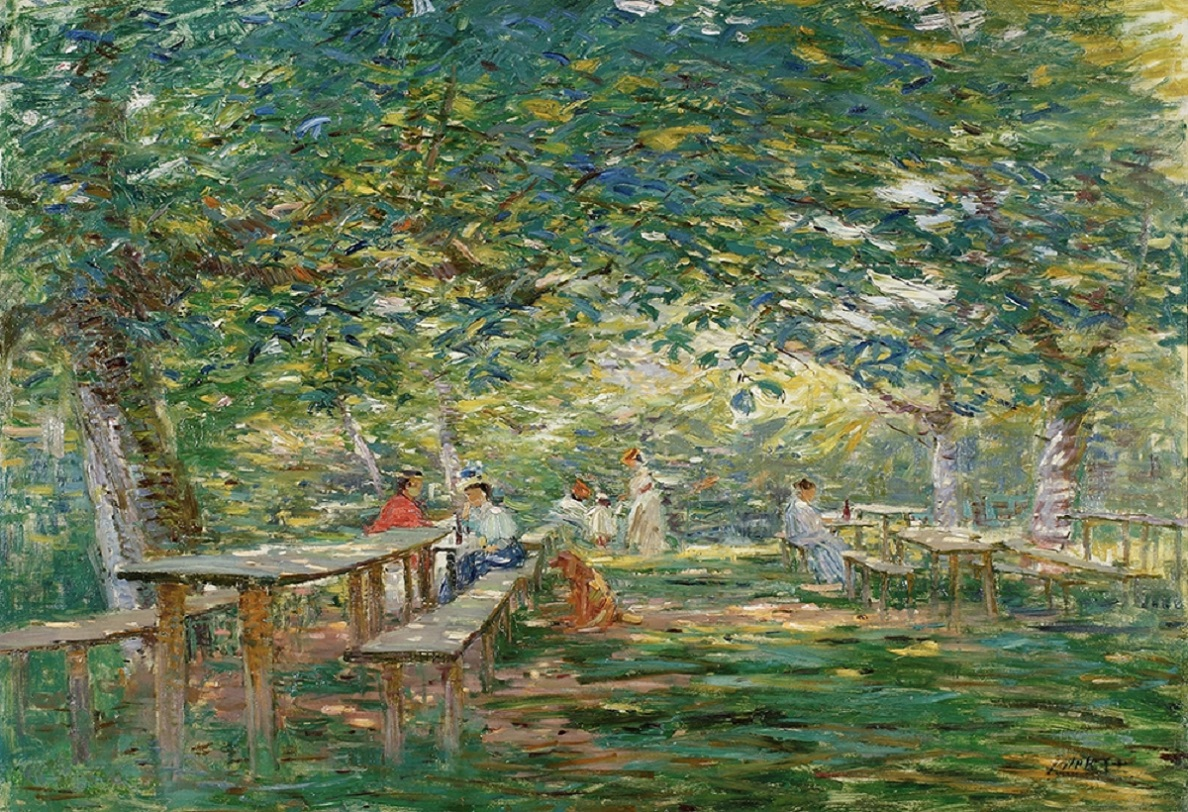
Stanislav Lolek V hostinské zahradě (1909)
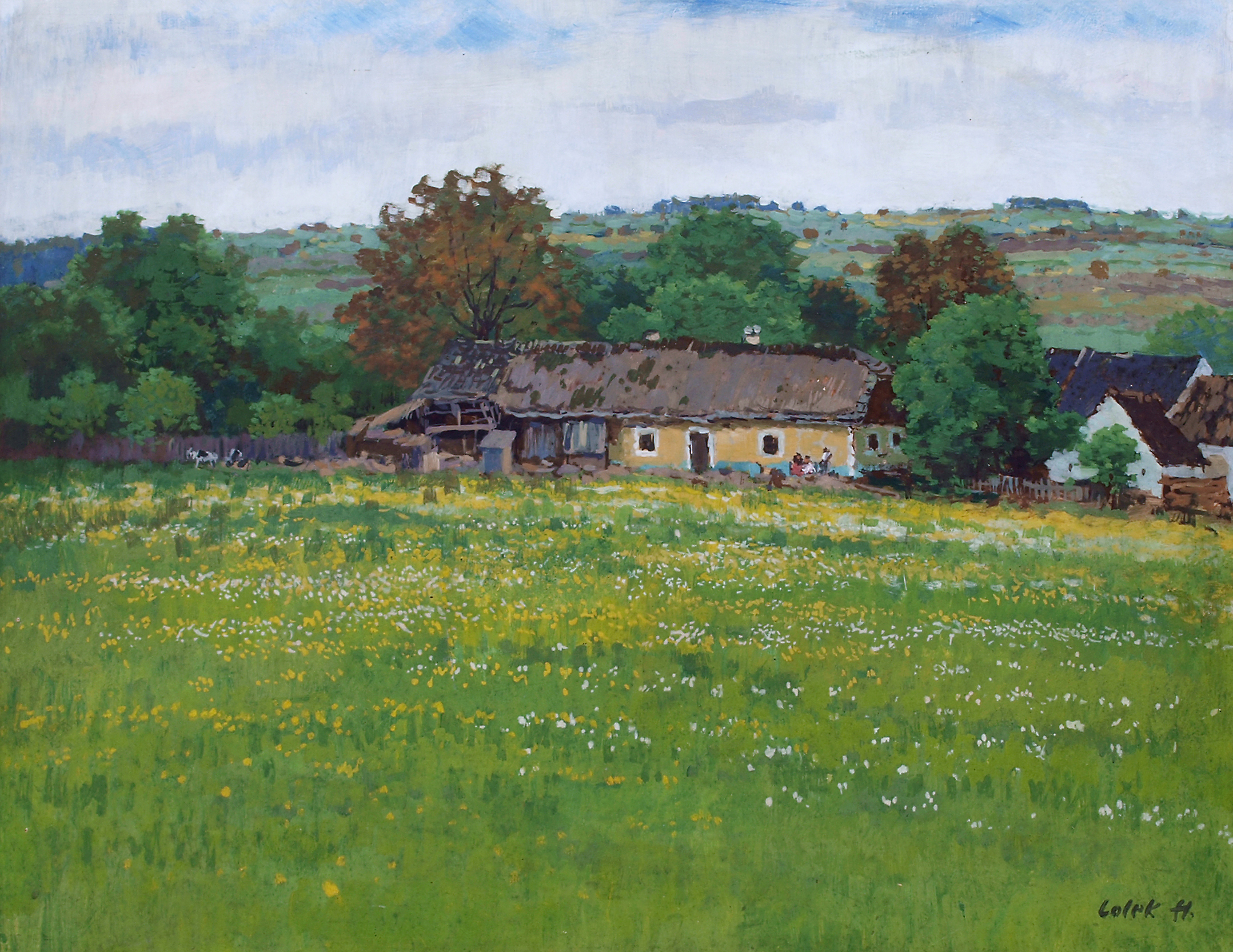
Stanislav Lolek Kvetoucí louka u vesnice
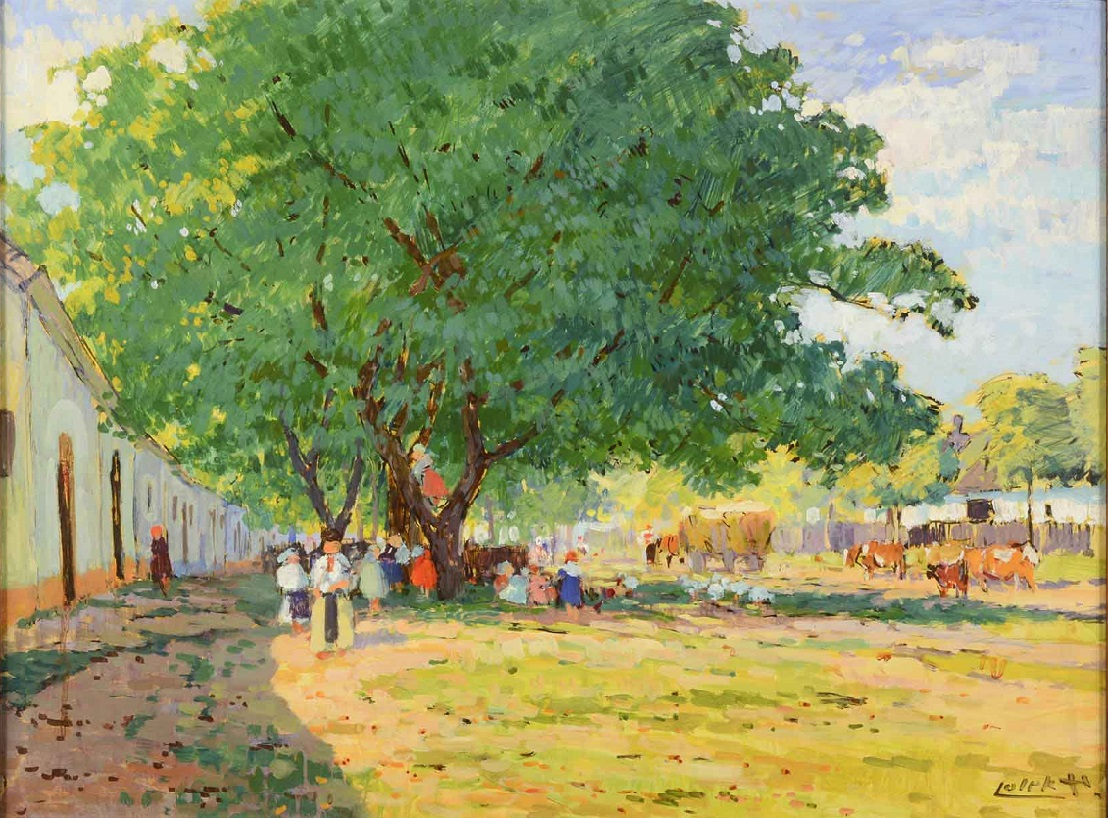
Stanislav Lolek Slunná náves
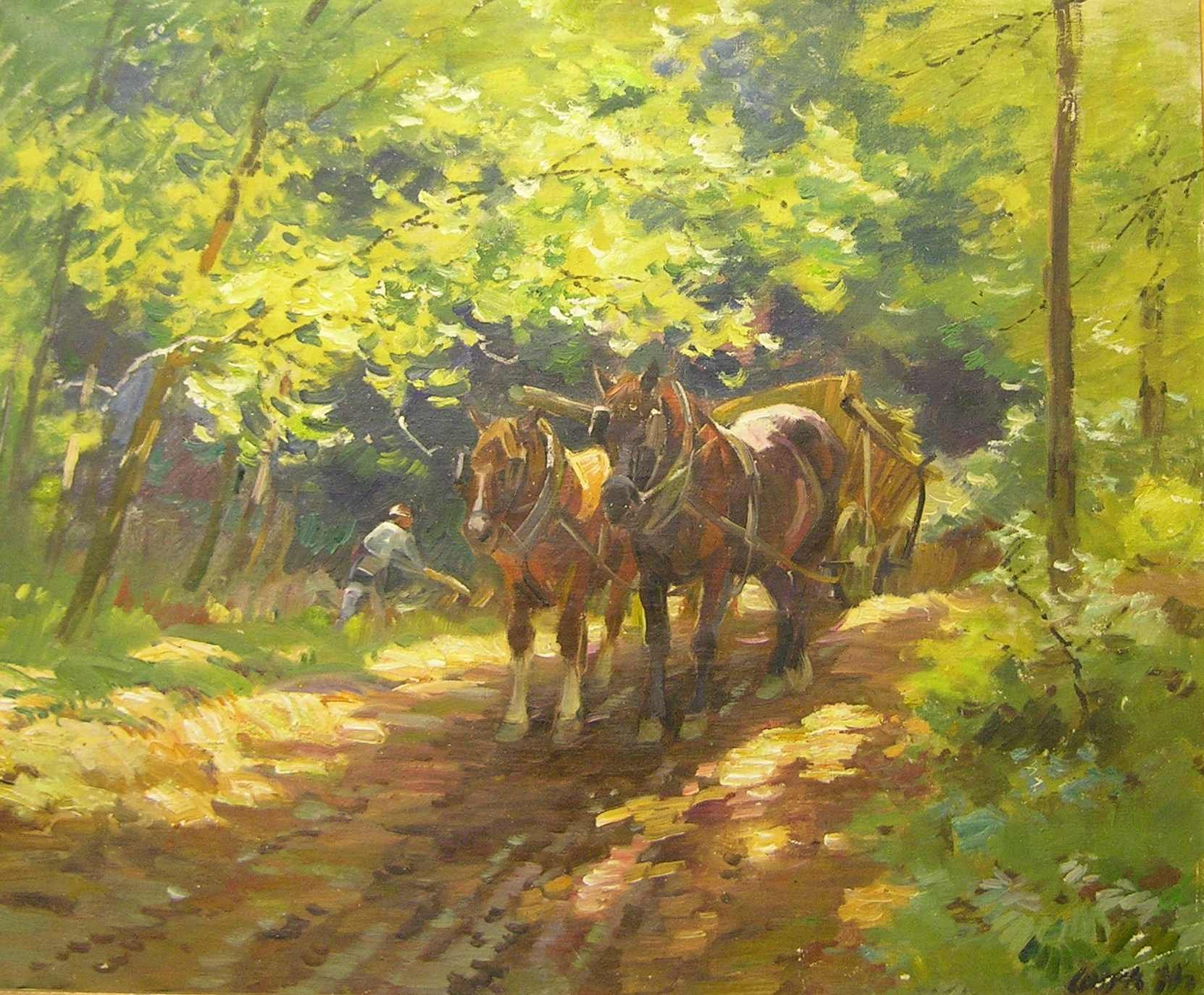
Stanislav Lolek Les s koňským spřežením (okolo 1925)
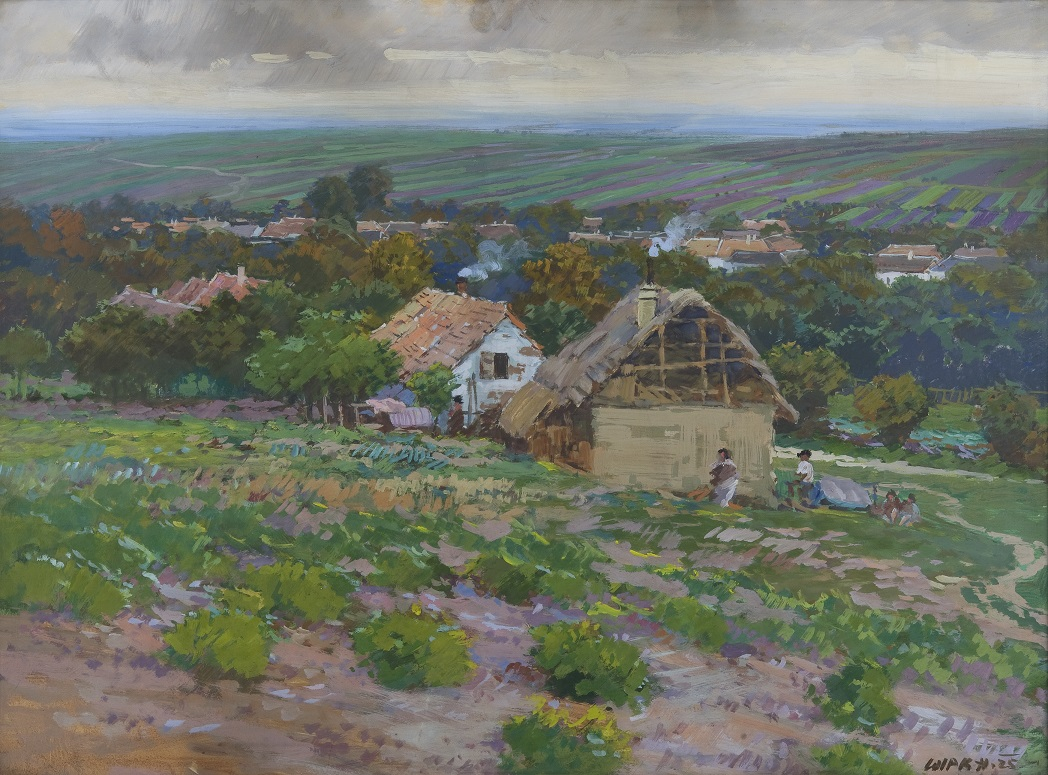
Stanislav Lolek Cikánské baráky (1925)
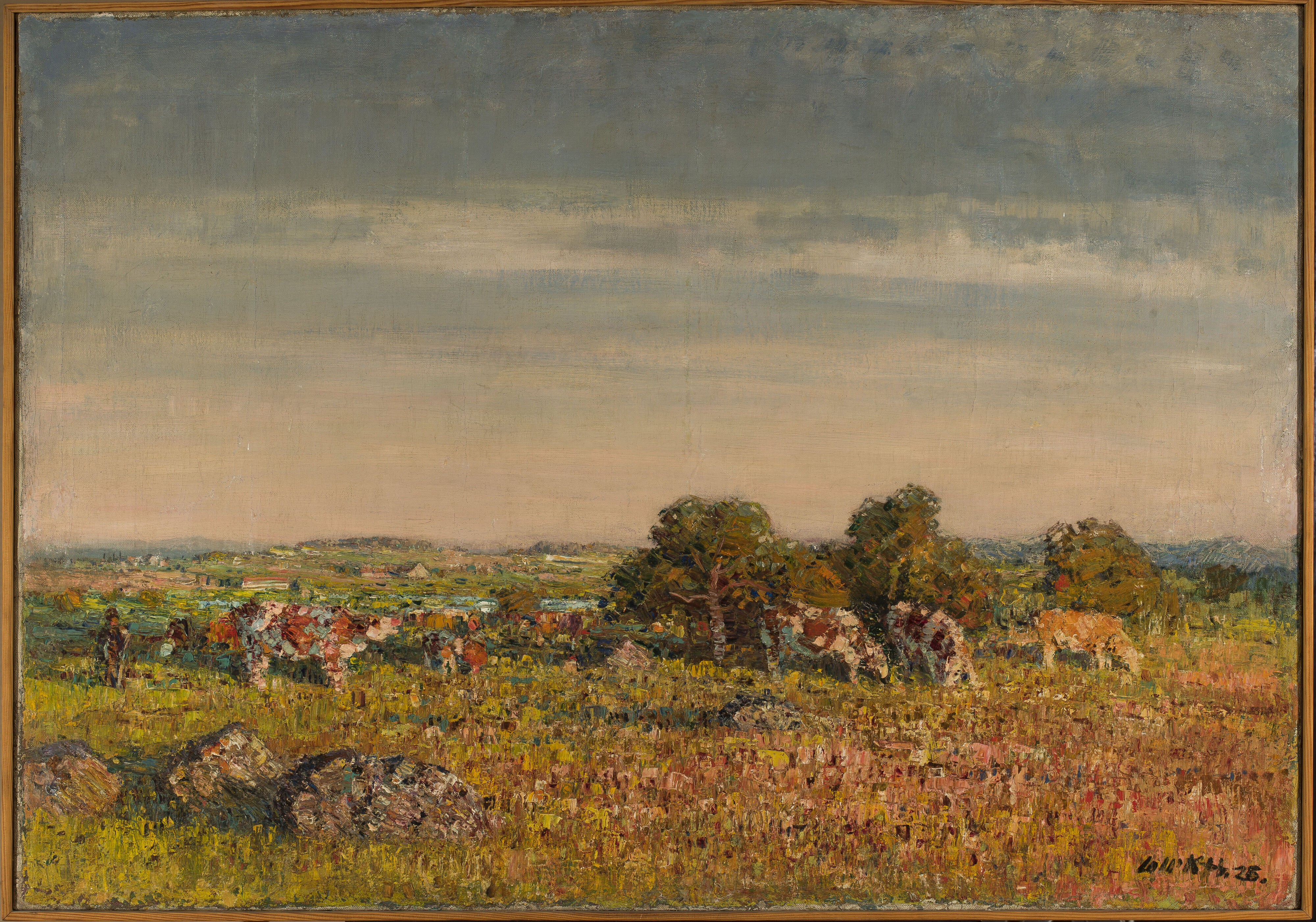
Stanislav Lolek Krajina s kravami (1926)
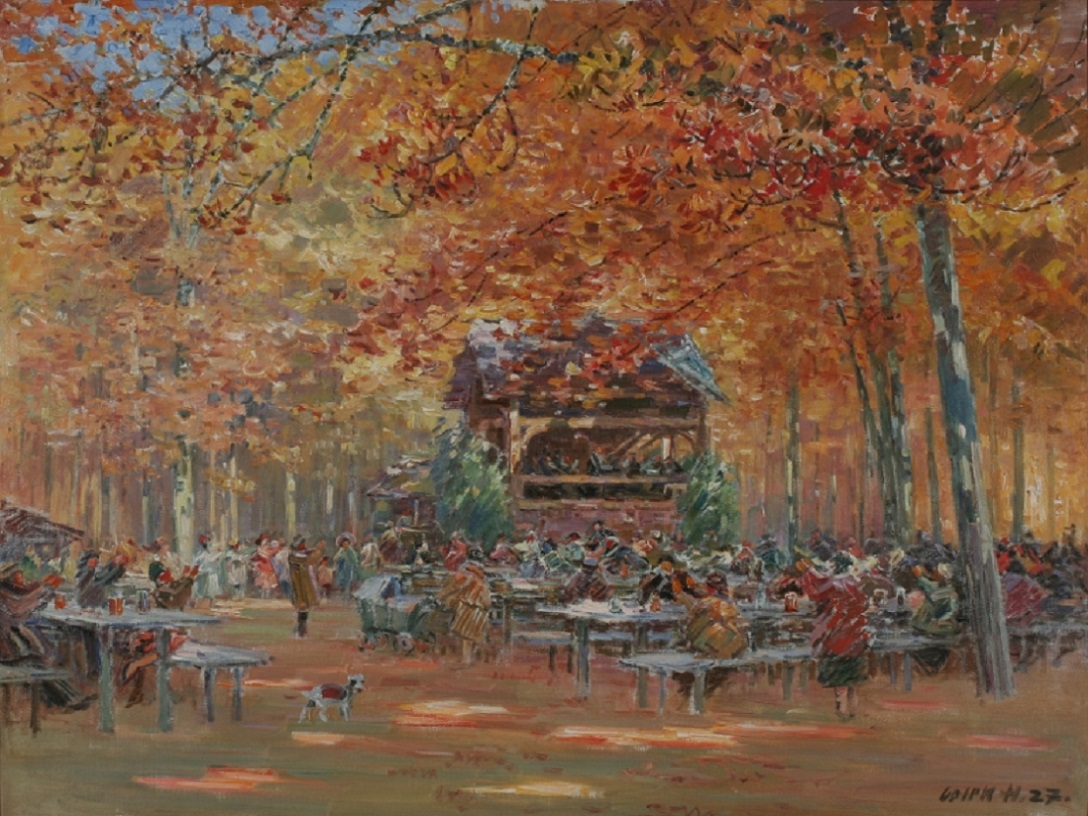
Stanislav Lolek Letní restaurace (1927)
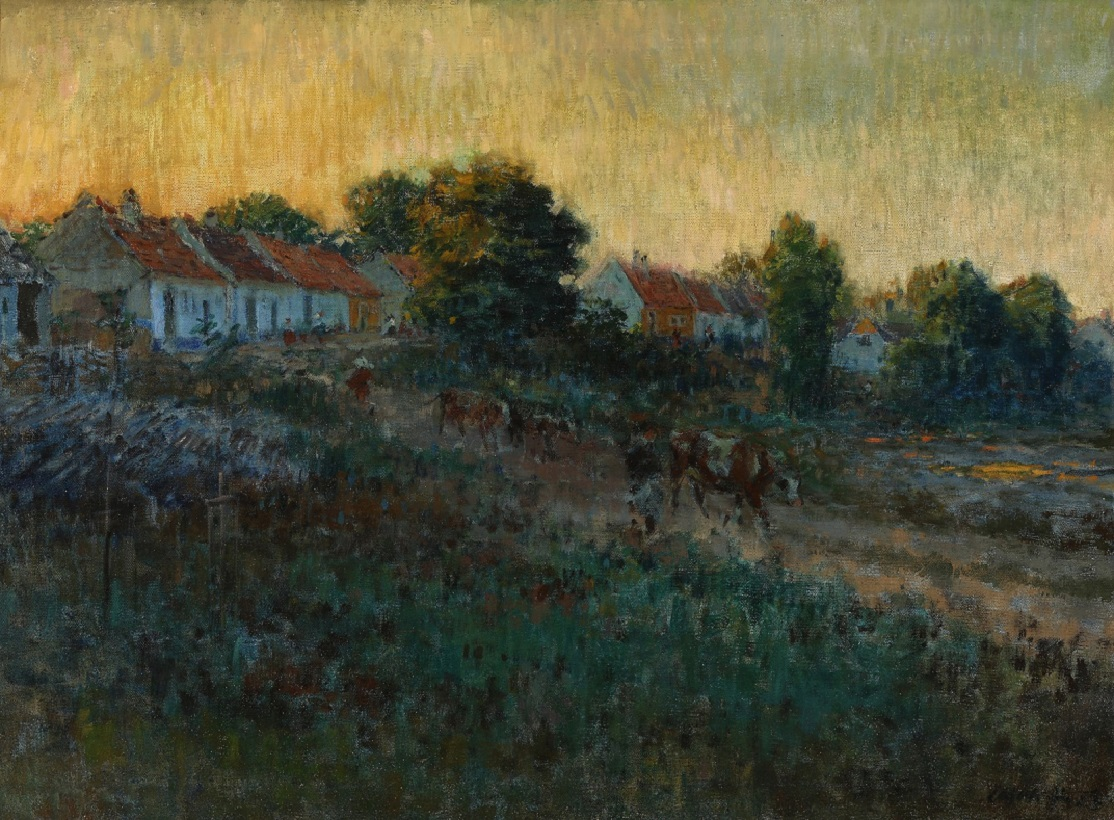
Stanislav Lolek Svítání na Radějově (1927)
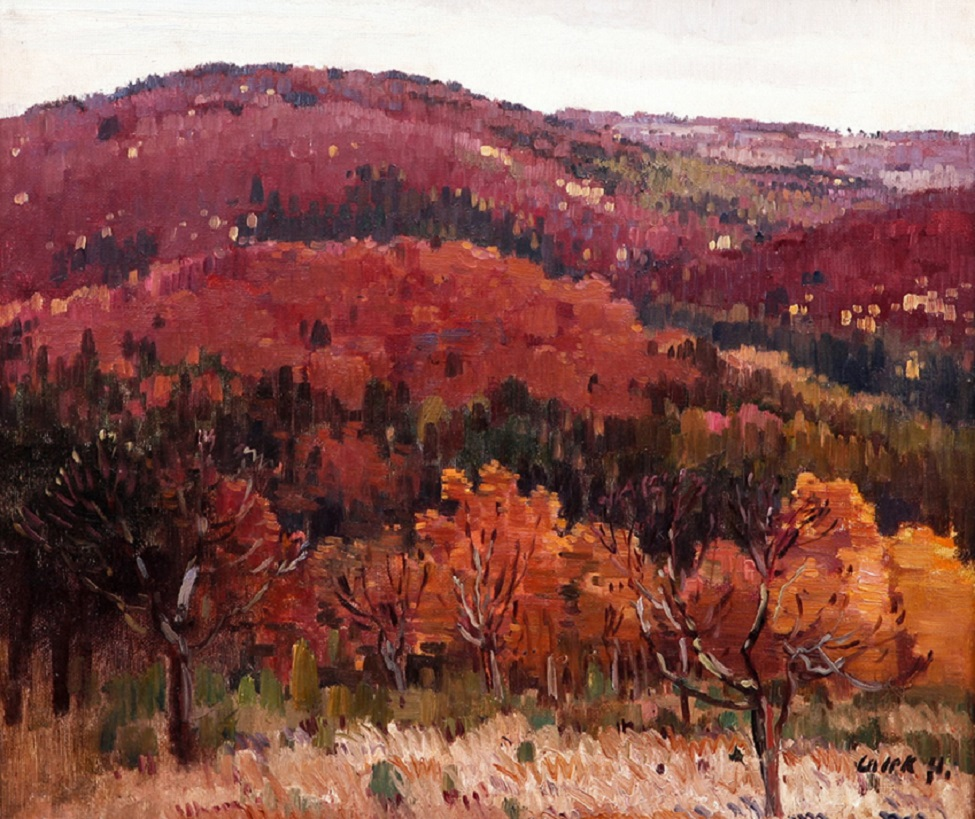
Stanislav Lolek Podzim
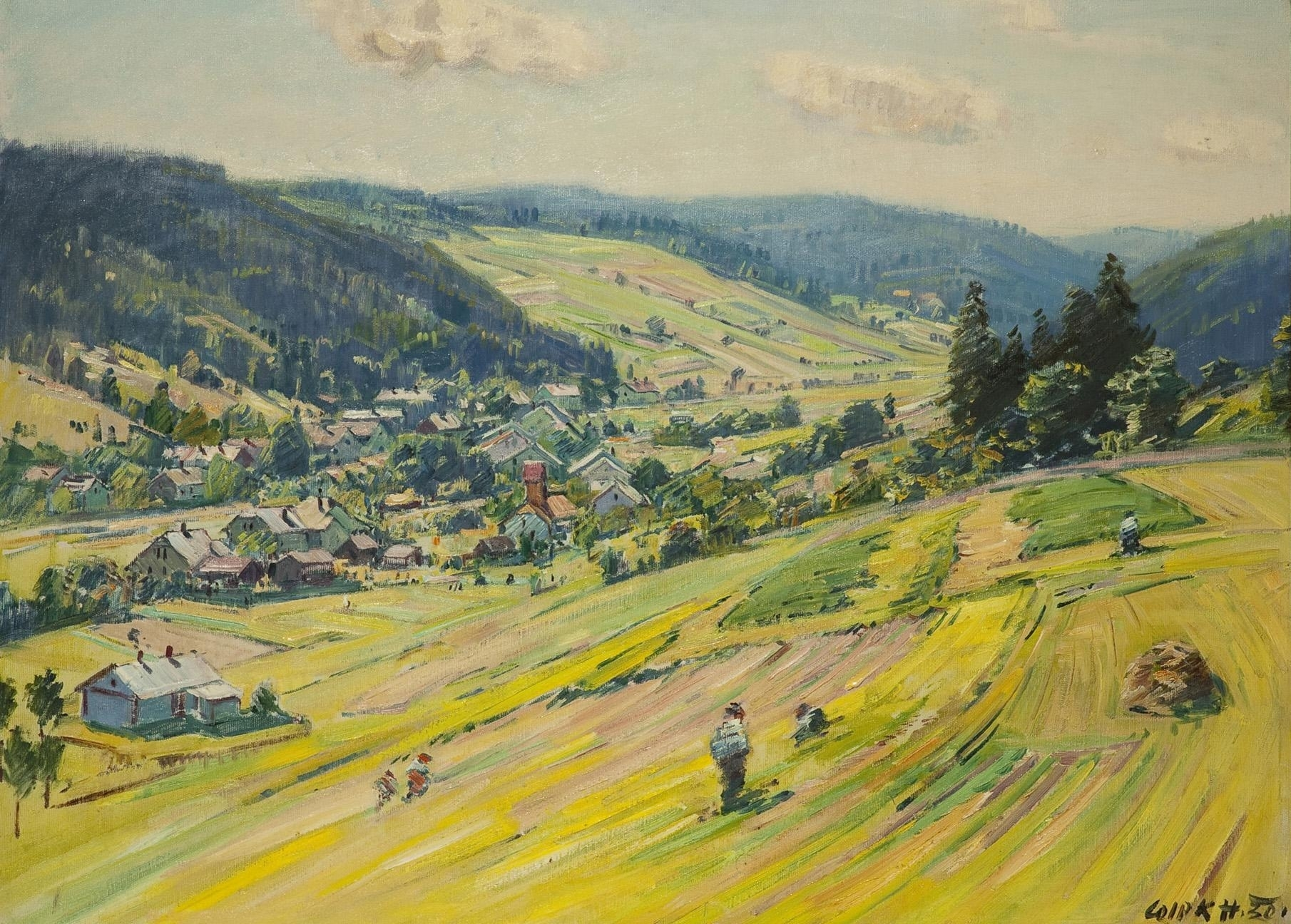
Stanislav Lolek Vesnice v podhůří (1930)
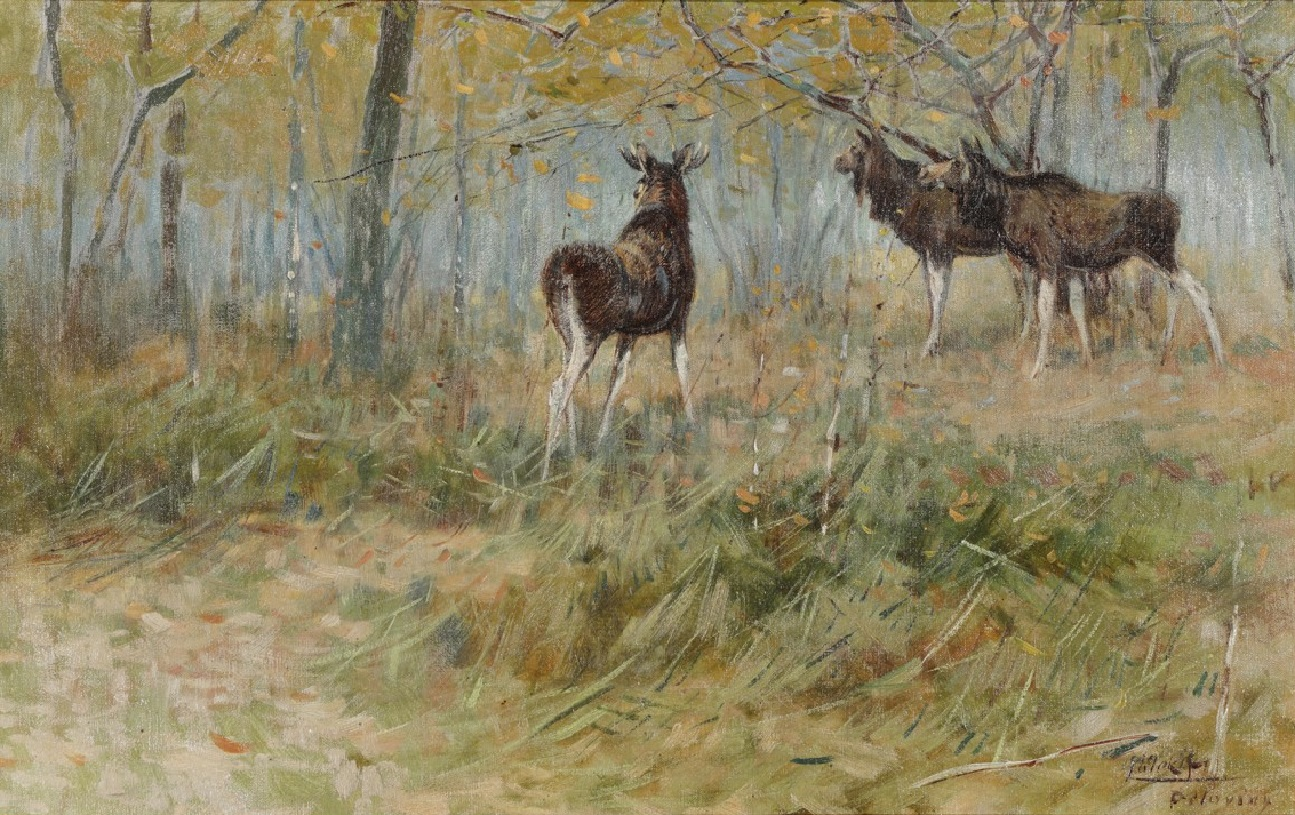
Stanislav Lolek Losi
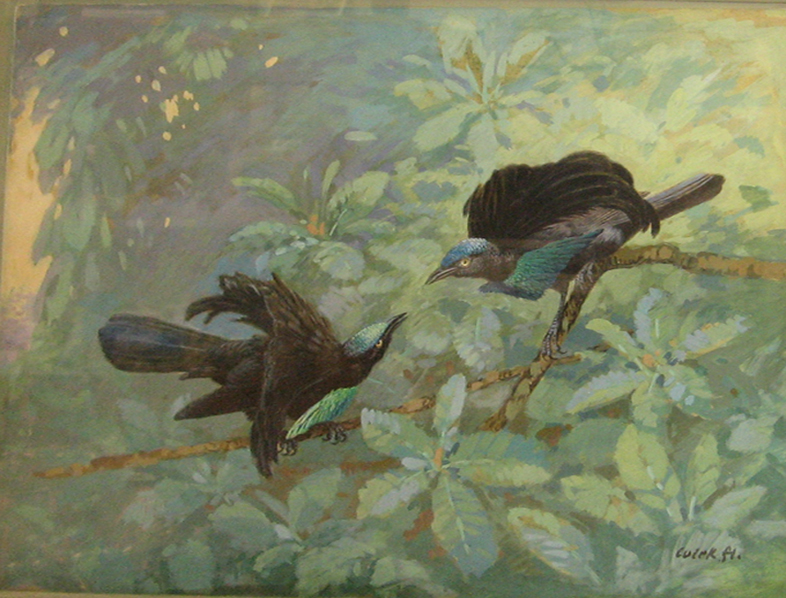
Stanislav Lolek Ptáci
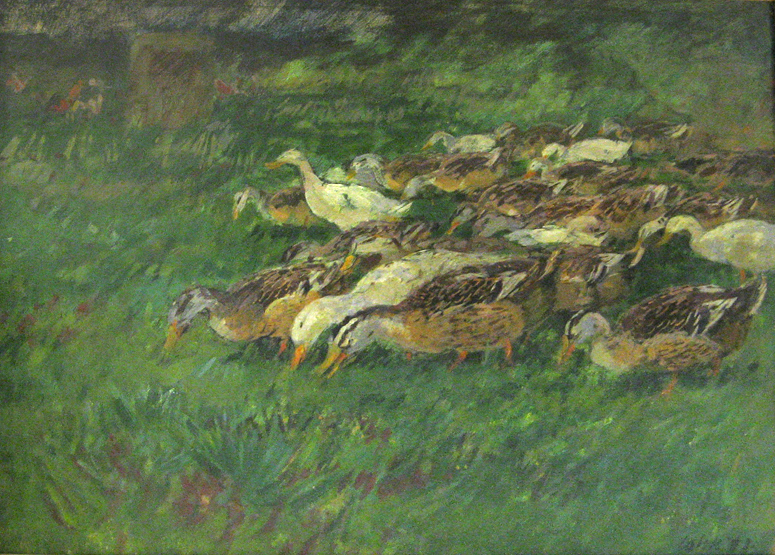
Stanislav Lolek Kachny
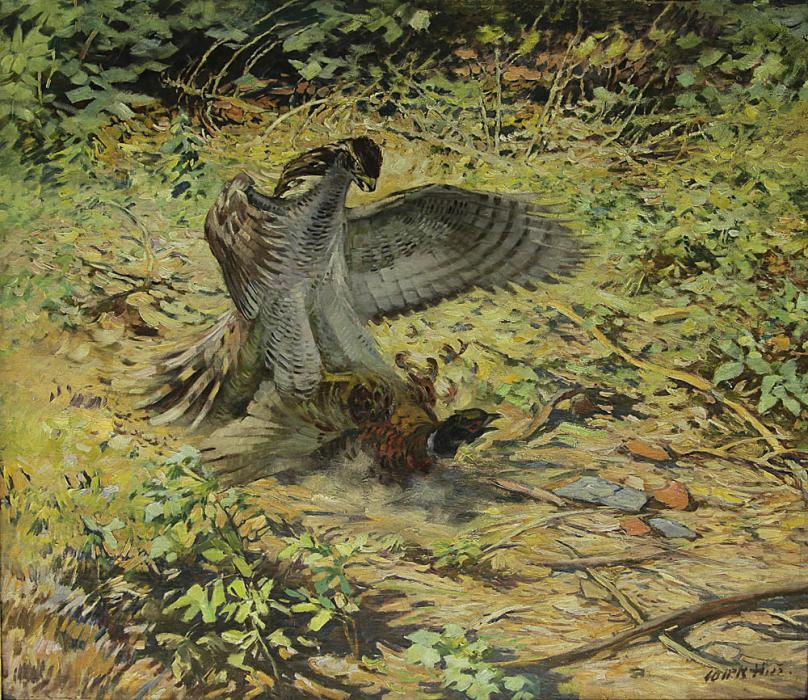
Stanislav Lolek Útočící jestřáb (1922)
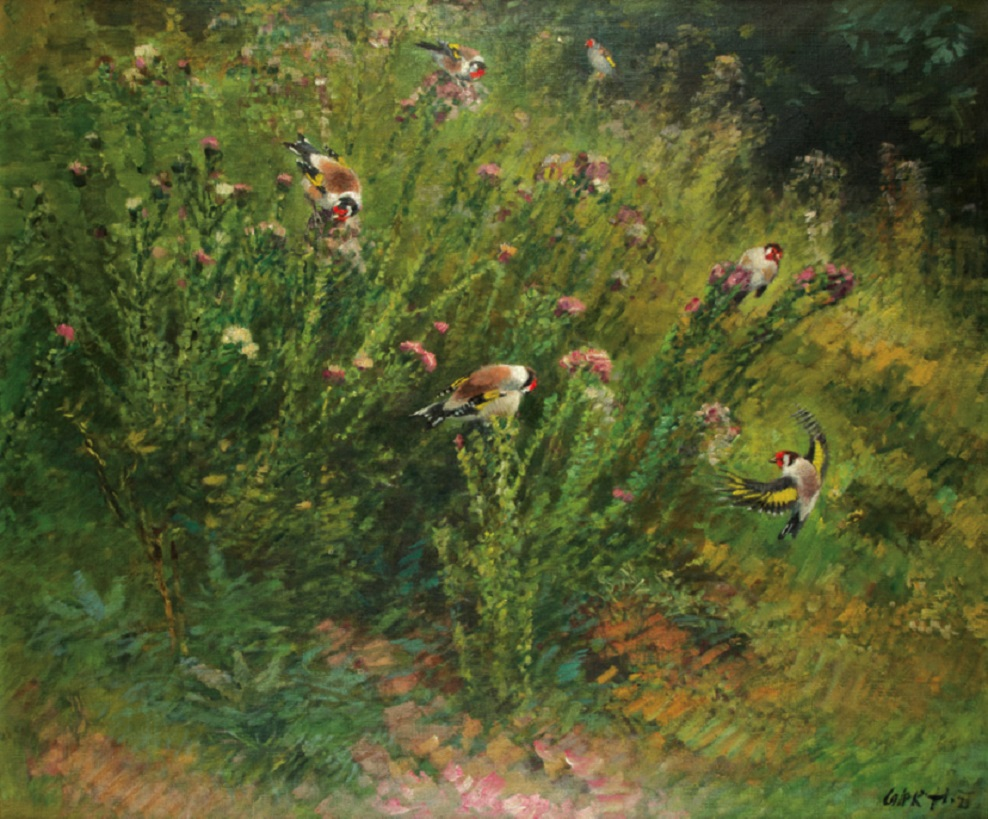
Stanislav Lolek Stehlíci na bodláčí (1923)
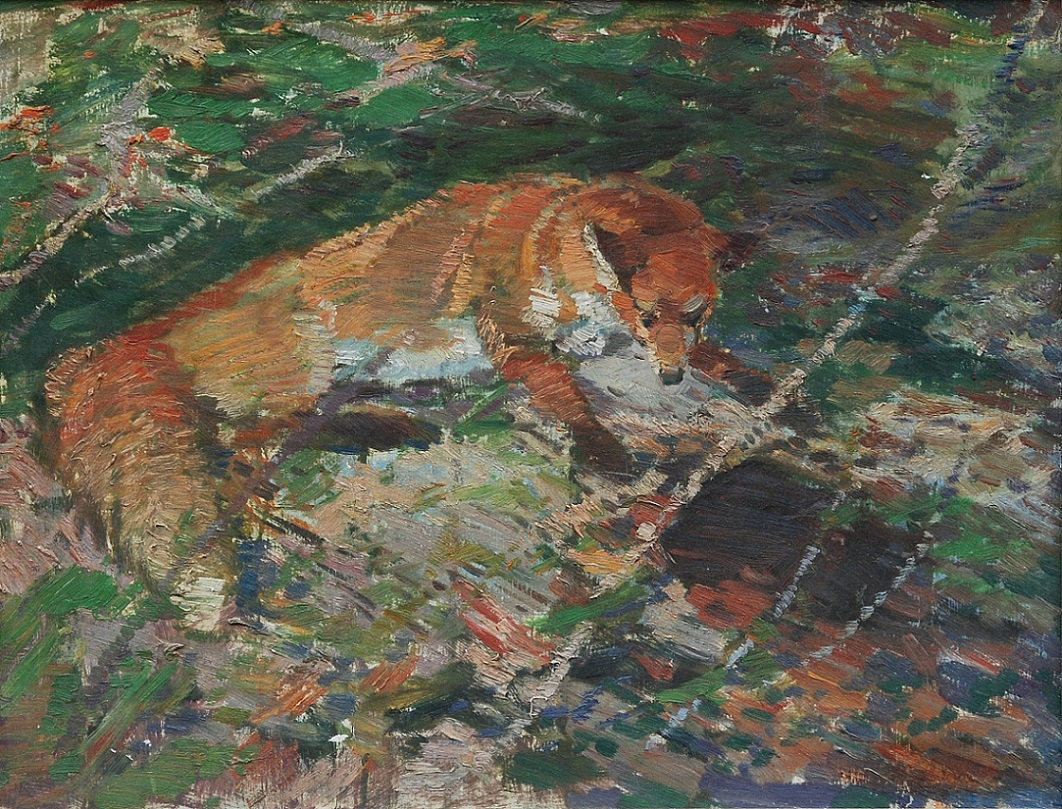
Stanislav Lolek Liška
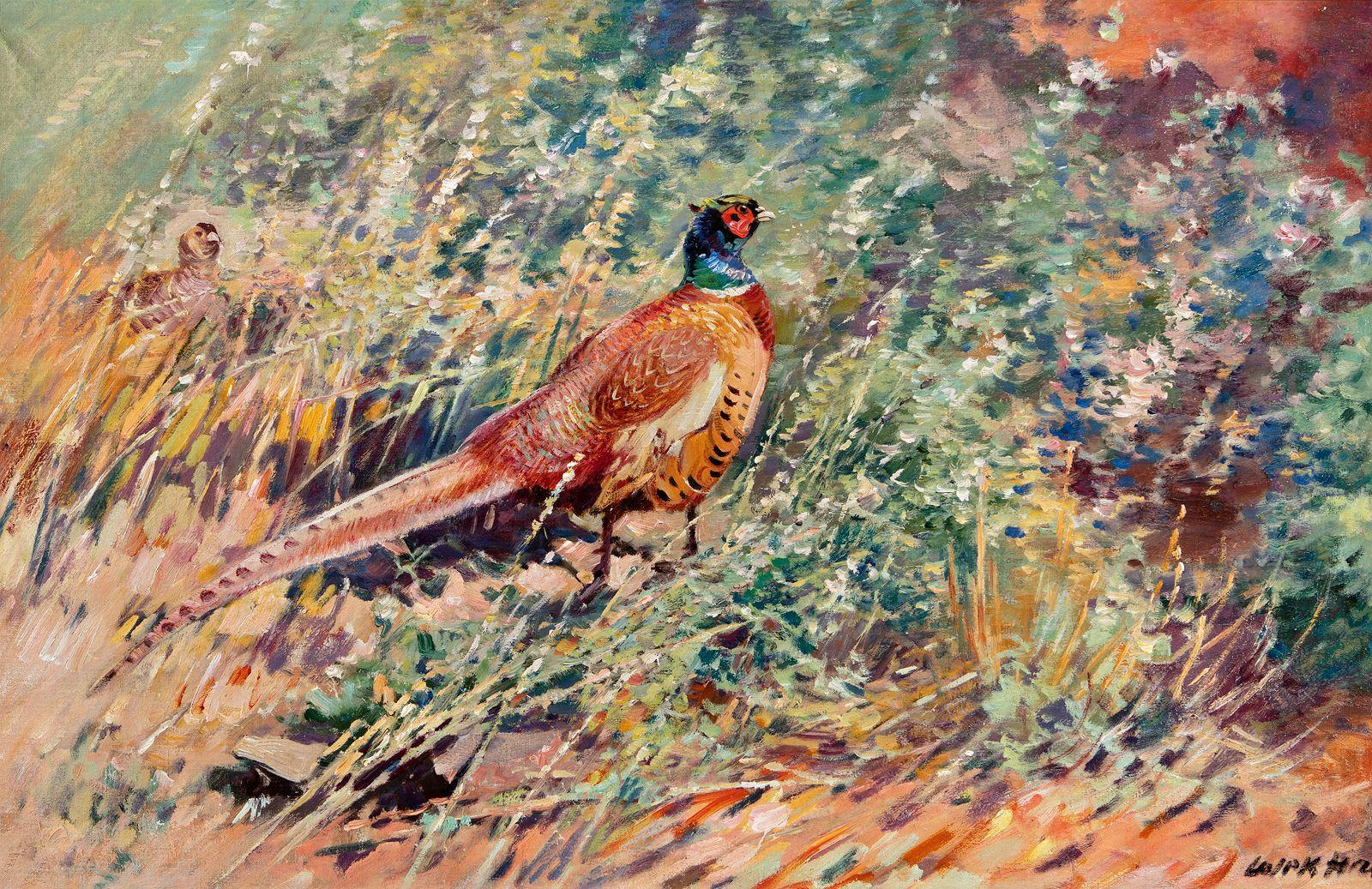
Stanislav Lolek Bažant a koroptev
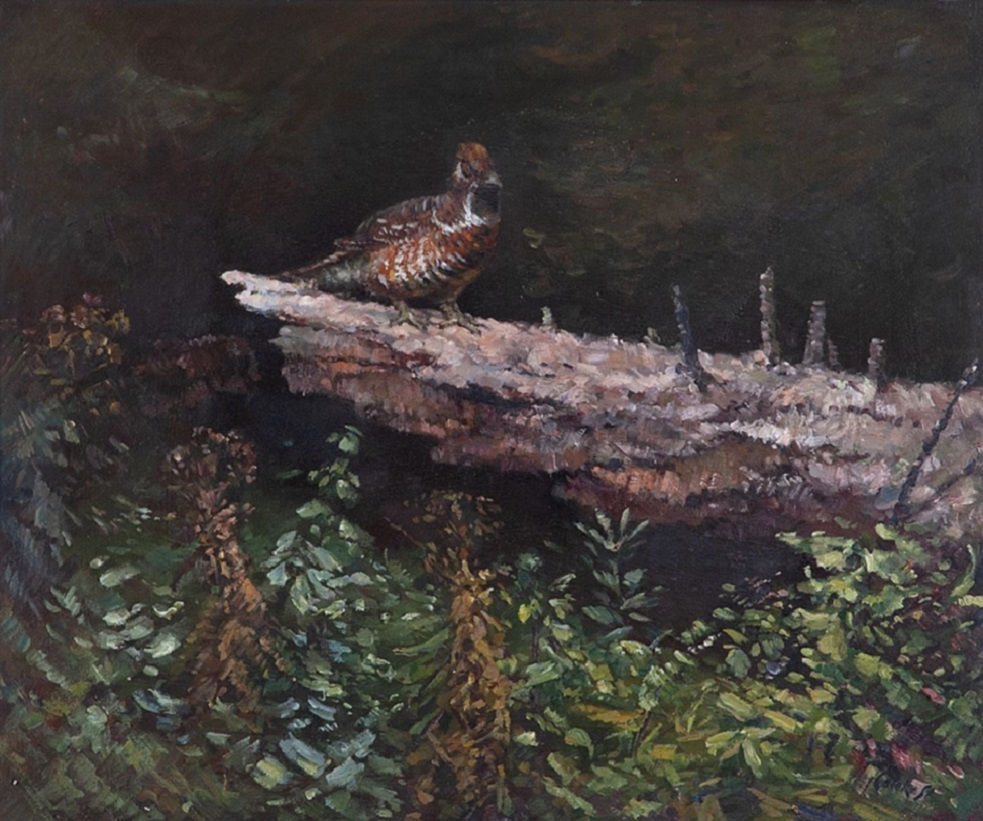
Stanislav Lolek Bažant (1931)
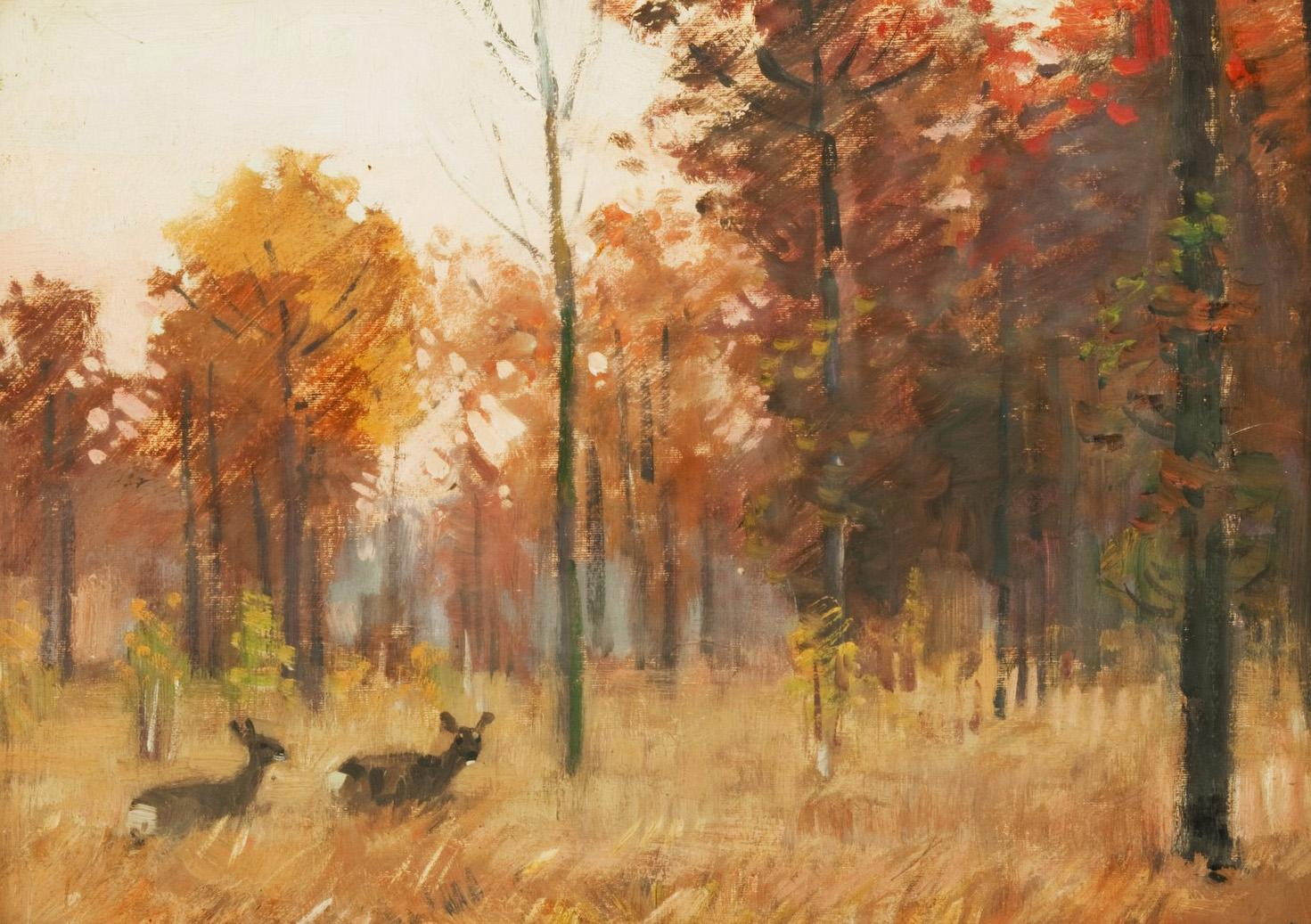
Stanislav Lolek Jelen v lese (kolem 1936)
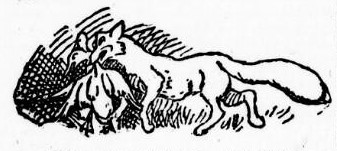
Stanislav Lolek: Liška Bystrouška (ilustrace v Lidových novinách 1920)